# Liste des nonces apostoliques en Belgique
 (septembre 2023).
Si vous disposez d'ouvrages ou d'articles de référence ou si vous connaissez des sites web de qualité traitant du thème abordé ici, merci de compléter l'article en donnant les références utiles à sa vérifiabilité et en les liant à la section « Notes et références ».

Les relations entre la Belgique (1830) et le Saint-Siège commencent en 1835. Avant cette date, les relations diplomatiques pour les catholiques dans les pays belges, sont servies par le vice-supérieur de la mission de Hollande.
La nonciature apostolique en Flandre a été érigée en 1593 sous le pape Clément VIII. Elle est interrompue par une crise diplomatique en 1634 sous le nonce Fabio Lagonissa, le nonce Lelio Falconieri n'arrive pas à s'installer et par la suite des internonces seront envoyés jusqu'en 1725, lorsque Marie-Élisabeth devient gouvernante des Pays-Bas autrichiens.

## Nonces apostoliques en Flandre
- Ottavio Mirto Frangipani (1596-1606), premier nonce
- Decio Carafa (1606-1607)
- Guido Bentivoglio (1607-1615)
- Ascanio Gesualdo (1615-1617)
- Lucio Morra (1617-1619)
- Lucio Sanseverino (1619-1621)
- Giovanni Francesco Guidi di Bagno (1621-1627)
- Fabio de Lagonissa  (1627-1634)
- Lelio Falconieri (1634-1637), doit retourner à Rome dès 1634 pour raison de santé
- Richard Pauli-Stravius (1634-1642), administrateur de la nonciature
- Antonio Bichi (1642-1652), internonce
- Andrea Mangelli (1652-1655), internonce
- Girolamo Di Vecchi (1656-1665), internonce

- Sebastiano Antonio Tanara (1675-1687), internonce
- Gianantonio Davia (1687-1690), internonce

- Orazio Filippo Spada (1696-1698), internonce
- Giovanni Battista Bussi (1698-1705), internonce

- Vincenzo Santini (1713-1721), internonce
- Giuseppe Spinelli (1721-1731), internonce, puis nonce à partir de 1725
- Vincenzo Montalto (16 juin 1731 - mi-février 1732), administrateur de la nonciature
- Silvio Valenti-Gonzaga (1732-1736)
- Luca Melchiore Tempi (1736-1742)
- Ignazio Michele Crivelli (1744-1754)
- Giovanni Carlo Molinari (1754-1763)
- Tommaso Maria Ghilini (1763-1775)
- Ignazio Busca (1775-1785)
- Antonio Felice Zondadari (3 janvier 1786 - 1792)
- Cesare Brancadoro (28 août 1792 - 1797)
- Vacance pendant l'occupation française et jusqu'en 1829
- Francesco Capacinni (1830-1831), internonce
- Antonius Antonucci (1831-1835), internonce

## Nonces apostoliques en Belgique
- Pasquale Gizzi (1835-1837), internonce
- Raffaele Fornari (21 mars 1842 - 14 janvier 1843), à nouveau nonce
- Vincenzo Gioacchino Raffaele Luigi Pecci (28 janvier 1843 - 1846) (futur pape Léon XIII)
- Innocenzo Ferrieri (15 novembre 1848 - 30 septembre 1850)
- Matteo Eustachio Gonella (13 juin 1850 - 1er octobre 1861)
- Mieczyslaw Halka Ledóchowski (1er octobre 1861 - 8 janvier 1866)
- Luigi Oreglia di Santo Stefano (15 mai 1866 - 29 mai 1868)
- Giacomo Cattani (24 juillet 1868 - 27 avril 1875)
- Serafino Vannutelli (10 septembre 1875 - 3 décembre 1880)
- Domenico Ferrata (14 avril 1885 - 20 avril 1889)
- Giuseppe Francica-Nava de Bontifè (4 mai 1889 - 18 mars 1895)
- Benedetto Lorenzelli (30 mai 1893 - 1er octobre 1896)
- Aristide Rinaldini (14 août 1896 - 28 décembre 1899)
- Gennaro Granito Pignatelli di Belmonte (10 novembre 1899 - 4 janvier 1904)
- Antonio Vico (4 février 1904 - 21 octobre 1907)
- Giovanni Tacci Porcelli (31 décembre 1907 - 29 avril 1911)
- Achille Locatelli (8 juillet 1916 - 13 juillet 1918)
- Sebastiano Nicotra (18 décembre 1916 - juillet 1923)
- Angelo Maria Dolci (14 décembre 1922 - 30 mai 1923)
- Clemente Micara (30 mai 1923 - 11 novembre 1950)
- Fernando Cento (9 mars 1946 - 26 octobre 1953)
- Efrem Forni (9 novembre 1953 - 19 mars 1962)
- Silvio Angelo Pio Oddi (17 mai 1962 - 30 avril 1969)

- Igino Eugenio Cardinale (en) (19 avril 1969 - 24 mars 1983)
- Angelo Pedroni (6 juillet 1983 - 13 juin 1989)
- Giovanni Moretti (15 juillet 1989 - 3 mars 1999)
- Pier Luigi Celata (3 mars 1999 - 14 novembre 2002)
- Karl-Josef Rauber (22 février 2003 - 18 juin 2009)
- Giacinto Berloco (18 juin 2009 - 12 octobre 2016)
- Augustine Kasujja (12 octobre 2016 - 31 août 2021), remise des lettres de créances le 2 mars 2017[1]
- Franco Coppola (depuis le 15 novembre 2021)